# فرودگاه نظامی ردستون
 فرودگاه نظامی ردستون (به انگلیسی: Redstone Army Airfield) یک فرودگاه نظامی با کد یاتا HUA است که یک باند فرود آسفالت دارد و طول باند آن ۲۲۲۵ متر است. این فرودگاه در شهر هانتسویل، آلاباما کشور ایالات متحده آمریکا قرار دارد و در ارتفاع ۲۰۹ متری از سطح دریا واقع شده است.